# ベンザ (風邪薬)
『ベンザ』（英文：BENZA）は、アリナミン製薬株式会社（旧・武田コンシューマーヘルスケア）から発売されている総合感冒薬のブランド名である。名前の由来は、発売当初に成分として配合されていたピリベンザミン (Pyribenzamine) にちなむ。

## 製品概要
1955年に発売開始。2020年現在はかぜ薬のみならず、鎮咳去痰薬・口腔咽喉薬・鼻炎用内服薬が発売されており、主に「ベンザブロック」シリーズがメインとなっている。
発売当初より長らく武田薬品工業が発売していたが、2017年4月1日に日本国内向けコンシューマーヘルスケア事業を分社化したことに伴い、武田コンシューマーヘルスケア（現：アリナミン製薬）へ移管した。
風邪薬市場では、第一三共ヘルスケア（旧・三共）の「ルル」、大正製薬の「パブロン」、エスエス製薬の「エスタック」などと競合する。

## 主要製品
※印 セルフメディケーション税制対象（2022年1月の制度改定に伴い、OTC医薬品全製品に拡大）

### 現在

#### 総合感冒薬
2024年現在、「ベンザエースAゴールドW錠」・「ベンザブロックYASUMO」を除く総合感冒薬に、カプセル型錠剤の「カプレット」と瓶入り包装の錠剤の2種類の剤形が設定されている。カプレットはシリーズによって包装が異なり、エースAは瓶入り、ブロックは全種類PTPとなる。
- ベンザエースA/A錠【指定第2類医薬品】（Aは2000年-2022年、A錠は2001年-現在）※

抗炎症成分のトラネキサム酸やビタミンPの一種であるヘスペリジンなどを配合。鎮咳成分に非麻薬性のデキストロメトルファン臭化水素酸塩水和物が配合されているため、適応年齢はAは7歳以上、A錠は6歳以上となっている。
- ベンザエースAゴールドW錠【指定第2類医薬品】（2024年 - 現在）※

「ベンザエース」シリーズとしては約23年ぶりの新製品となり、既存の「ベンザエースA錠」の処方をベースに、ヨウ化イソプロパミドとリボフラビン（ビタミンB2）を追加配合し、フィルムコーティングを施したもの。鎮咳成分がジヒドロコデインリン酸塩に変更されているため、適応年齢は12歳以上となる。
- ベンザブロックS/S錠【指定第2類医薬品】（2004年-現在、2019年にパッケージデザインを変更）※

副交感神経遮断成分のヨウ化イソプロパミドや抗ヒスタミン成分のd-クロルフェニラミンマレイン酸塩などが配合された黄色のパッケージの鼻かぜ用。2017年10月の用法・用量の改訂に伴い、適応年齢を従来の7歳以上から12歳以上に引き上げられた。
- ベンザブロックL/L錠【指定第2類医薬品】（2004年-現在、2019年にパッケージデザインを変更）※

解熱鎮痛成分のイブプロフェンや交感神経興奮成分の塩酸プソイドエフェドリンなどが配合された銀のパッケージののどかぜ用。適応年齢は15歳以上。
- ベンザブロックIP/IP錠【指定第2類医薬品】（2001年-現在、2019年にパッケージデザインを変更）※

解熱鎮痛成分のイブプロフェンやビタミンPの一種であるヘスペリジンなどが配合された青のパッケージの熱かぜ用。適応年齢は15歳以上。
- ベンザブロックSプレミアム/Sプレミアム錠【指定第2類医薬品】（2020年 - 現在）※

「ベンザブロックS」の処方をベースに、去痰成分のグアイフェネシンとリボフラビン（ビタミンB）を追加配合した黄色のパッケージの鼻かぜ用（従来の「ベンザブロックSプラス」の処方にグアイフェネシンを追加配合）。適応年齢は12歳以上。
- ベンザブロックLプレミアム/Lプレミアム錠【指定第2類医薬品】（2020年 - 現在）※

「ベンザブロックL」の処方をベースに、抗炎症成分のトラネキサム酸、抗ヒスタミン成分のd-クロルフェニラミンマレイン酸塩、去痰成分のL-カルボシステインを追加配合し、イブプロフェンを増量（1日服用量中 450mg→600mg）した銀のパッケージののどかぜ用（従来の「ベンザブロックLプラス」の処方にトラネキサム酸を追加配合し、イブプロフェンを増量）。適応年齢は15歳以上。
- ベンザブロックIPプレミアム/IPプレミアム錠【指定第2類医薬品】（2020年 - 現在）※

「ベンザブロックIP」の処方をベースに、イブプロフェンを減らす（1日服用量中 450mg→360mg）代わりにアセトアミノフェンを追加して解熱鎮痛成分を2種類にするとともに、抗炎症成分のグリチルリチン酸とアスコルビン酸カルシウム（ビタミンC）を追加配合した青のパッケージの熱かぜ用（従来の「ベンザブロックIPプラス」の処方にグリチルリチン酸を追加配合）。適応年齢は15歳以上。
- ベンザブロックYASUMO(ヤスモ)【指定第2類医薬品】（2022年 - 現在）※

解熱鎮痛成分のイブプロフェン、抗炎症成分のトラネキサム酸、抗ヒスタミン成分のジフェンヒドラミン塩酸塩、鎮咳成分のデキストロメトルファン臭化水素酸塩水和物とdl-メチルエフェドリン塩酸塩など7つの有効成分を配合し、カフェイン無配合・非麻薬性処方とした寝て治す方向けの錠剤タイプ。適応年齢は15歳以上。

#### 鎮咳去痰薬
「ベンザブロックせき止め錠」と「ベンザブロックせき止め液」は2017年10月の用法・用量の改訂に伴い、適応年齢を従来の6歳以上から12歳以上に引き上げられた。
- ベンザブロックせき止め液 1回量のみ切りタイプ【指定第2類医薬品】（2009年-現在）※
- ベンザブロックせき止め錠【指定第2類医薬品】（2002年-現在）※
- ベンザブロックトローチ【第2類医薬品】（1999年-現在）※ - 本品には鎮咳成分に非麻薬性のデキストロメトルファンフェノールフタリン塩を配合しているため、適用年齢は5歳以上となる。

#### 口腔咽喉薬
- ベンザブロックのどスプレー【指定医薬部外品】

#### 鼻炎用薬
- ベンザ鼻炎薬α <1日2回タイプ>【指定第2類医薬品】（2004年-現在）※

### 過去
総合感冒薬
- ベンザ糖衣錠
- ベンザシロップ
- ベンザ内服液
- 強力ベンザ糖衣錠
- 強力ベンザカプセル
- 強力ベンザ内服液
- 新ベンザ糖衣錠
- 新ベンザカプセル
- 新ベンザシロップ
- 新ベンザA糖衣錠
- 新ベンザAカプセル
- 新ベンザAシロップ
- 小児用新ベンザA
- ハイベンザ糖衣錠
- ハイベンザカプセル
- ハイベンザ顆粒
- 小児用ハイベンザ顆粒
- 小児用ハイベンザシロップ
- 小児用ハイベンザ糖衣錠
- ベンザトップ糖衣錠
- ベンザトップカプセル
- ベンザデイタイム
- ベンザエースカプレット（1990年-2000年）
- ベンザエース錠（1980年-1987年）
- ベンザエースカプセル（1979年-1996年）
- ベンザエース顆粒（1981年-1987年）
- ベンザエースD錠（1983年-1996年）
- ベンザエースD顆粒（1987年-1997年）
- ベンザエースシロップ「小児用」（1980年-1987年）
- こどもベンザエース液（1987年-2002年）
- ベンザブロックカプレット（1994年-2003年）
- ベンザブロック錠（1994年-2003年）
- ベンザブロックSP錠（1995年-2003年）
- ベンザブロックSPカプセル（1995年-2003年）
- ベンザブロックSPカプレット（1997年-2003年）
- ベンザブロックIP細粒（2002年-2014年）
- ベンザブロックSプラス/Sプラス錠【指定第2類医薬品】（2013年-2020年）
- ベンザブロックLプラス/Lプラス錠【指定第2類医薬品】（2013年-2020年）※
- ベンザブロックIPプラス/IPプラス錠【指定第2類医薬品】（2013年-2020年）※

漢方薬
- ベンザ調薬J末（2011年-2014年）
- ベンザ調薬A末【第2類医薬品】（2011年-2019年）

鎮咳去痰薬
- ベンザせきどめ糖衣錠
- ベンザせきどめシロップ
- せきどめベンザ
- せきどめベンザシロップ「小児用」
- ベンザエースせきどめ錠（1985年-2003年）
- ベンザエースせきどめゼリー（2002年-2004年）
- ベンザブロックせき止め液【指定第2類医薬品】（1999年-2023年）※

のど薬
- ベンザエーストローチ（1990年-2000年）

鼻炎用薬
- ベンザ鼻炎用カプセル（1974年-2003年）
- ベンザ鼻炎用カプセル「ジュニア」
- ベンザAL（1999年-2003年）
- ベンザAL細粒（2001年-2004年）
- ベンザALスプレー（1998年-2004年）
- ベンザ鼻炎薬（2004年-2005年）
- ベンザ鼻炎スプレー【第2類医薬品】（2004年-2022年）

栄養ドリンク剤
- ベンザ栄養補給ドリンク【医薬部外品】（2002年-2005年）
- ベンザ滋養液【指定医薬部外品】（2012年-2015年）
- ベンザブロック滋養内服液アルファ【指定医薬部外品】（2015年-2019年）
- ベンザブロック滋養内服液【指定医薬部外品】（2014年-2021年）

## 歴代CM出演者

### 現在
- 綾瀬はるか（ベンザブロックシリーズ）
  - 本郷奏多（Sプレミアム）・宮世琉弥（Lプレミアム）・山﨑天（IPプレミアム）[2]
- 岩田剛典（ベンザブロックYASUMO）[3]

### 過去
- 酒井和歌子
- 永野裕紀子
- 南沙織
- 森昌子
- ゴダイゴ（ベンザエース）
- 竹脇無我・森マリア（ベンザエース）
- 中村雅俊（ベンザエースD錠）
- 斎藤清六（ベンザエースD錠）
- マリアン（ベンザエースD錠）
- カゼくん（ベンザエースシリーズ）
- 小泉今日子（ベンザエース）
- 田原俊彦
- 鷲尾いさ子（ベンザエースカプレット、ベンザ鼻炎用カプセル、ベンザブロック）
- 鷲尾いさ子・京野ことみ（ベンザエースシリーズ）
- 佐野史郎（ベンザ鼻炎用カプセル）
- 鈴木史朗
- 和久井映見（ベンザブロックシリーズ）
- 仲間由紀恵（ベンザブロックシリーズ）
  - 麻木久仁子（SP）・川平慈英（無印）
  - 益子直美（SP）・栗山英樹（無印）
  - はしのえみ（SP）・青島健太（無印）・阿川佐和子（IP）
  - 小島奈津子（S）・段田安則（L）・森口博子（IP）
  - 香坂みゆき（S）・佐々木蔵之介（L）・西村知美（IP）
  - ちはる（S）・生瀬勝久（L）・柴田倫世（IP）
  - 早見優（S）・薬丸裕英（L）・高畑淳子（IP）
  - 堀ちえみ（S）・辰巳琢郎（L）・木佐彩子（IP）
  - 乙葉（S）・寺脇康文（L）・松本志のぶ（IP）
  - 新山千春（S）・別所哲也（L）・千野志麻（IP）
  - 水野裕子（S）・細川茂樹（L）・髙田万由子（IP）
  - 根本美緒（S）・要潤（L）・小泉孝太郎（IP）※3人は2012年度の新商品「ベンザ滋養液」CMキャラクターを兼任。
  - 鈴木ちなみ（Sプラス）・速水もこみち（Lプラス）・国仲涼子（IPプラス）
  - 長野美郷（Sプラス）・溝端淳平（Lプラス）・板谷由夏（IPプラス）
  - 高見侑里（Sプラス）・尾上松也（Lプラス）・ホラン千秋（IPプラス）
  - 川栄李奈（Sプラス）・前川泰之（Lプラス）・小野彩香（IPプラス）
  - 東京03（豊本明長：Sプラス・角田晃広：Lプラス・飯塚悟志：IPプラス）
  - 北村匠海（Sプレミアム）・ミルクボーイ（Lプレミアム）・堀田真由（IPプレミアム）
  - EXIT（りんたろー。：Sプレミアム・兼近大樹：Lプレミアム）・花澤香菜（IPプレミアム）
  - 津田健次郎（Sプレミアム）・高橋文哉（Lプレミアム）・賀喜遥香（IPプレミアム）

- 1983年から2年間使われたキャッチコピー「カゼは社会の迷惑です。」と、小泉今日子が出演した時のキャッチコピー「ベンザエースを買ってください。」「そこにカゼがある限り、ベンザエースは許しません。」はいずれもコピーライターの仲畑貴志の手によるものである。

- 鷲尾いさ子と京野ことみが出演した時のCMソングは、武田薬品の一社提供テレビ番組「タケダアワー」のオープニングキャッチに使われた「タケダの歌」の“タケダ、タケダ、タケダ〜♪”の部分を1小節毎に“風邪だ”“早め”“ベンザ”に差し替えたもの。
- 和久井映見時代の途中から（綾瀬はるか時代の2017・2018年度除く）、年度下半期放送分は3つの違った症状を訴えるタレント（2016年度までは男性1名、女性2名）が共演している（「青のベンザ」ことIPが発売される前は男性1名、女性1名）。また一時期、女性のうち1人は民放キー局出身のフリーアナウンサーが、男性は関西出身者が起用されることが多かった。